# پیراللهی، باکو
پیراللهی (به لاتین: Pirallahı) یک روستا در جمهوری آذربایجان است که در باکو واقع شده‌است.